# Allotinus apus
Allotinus apus är en fjärilsart som beskrevs av De Nicéville 1895. Allotinus apus ingår i släktet Allotinus och familjen juvelvingar. Inga underarter finns listade i Catalogue of Life.

## Bildgalleri

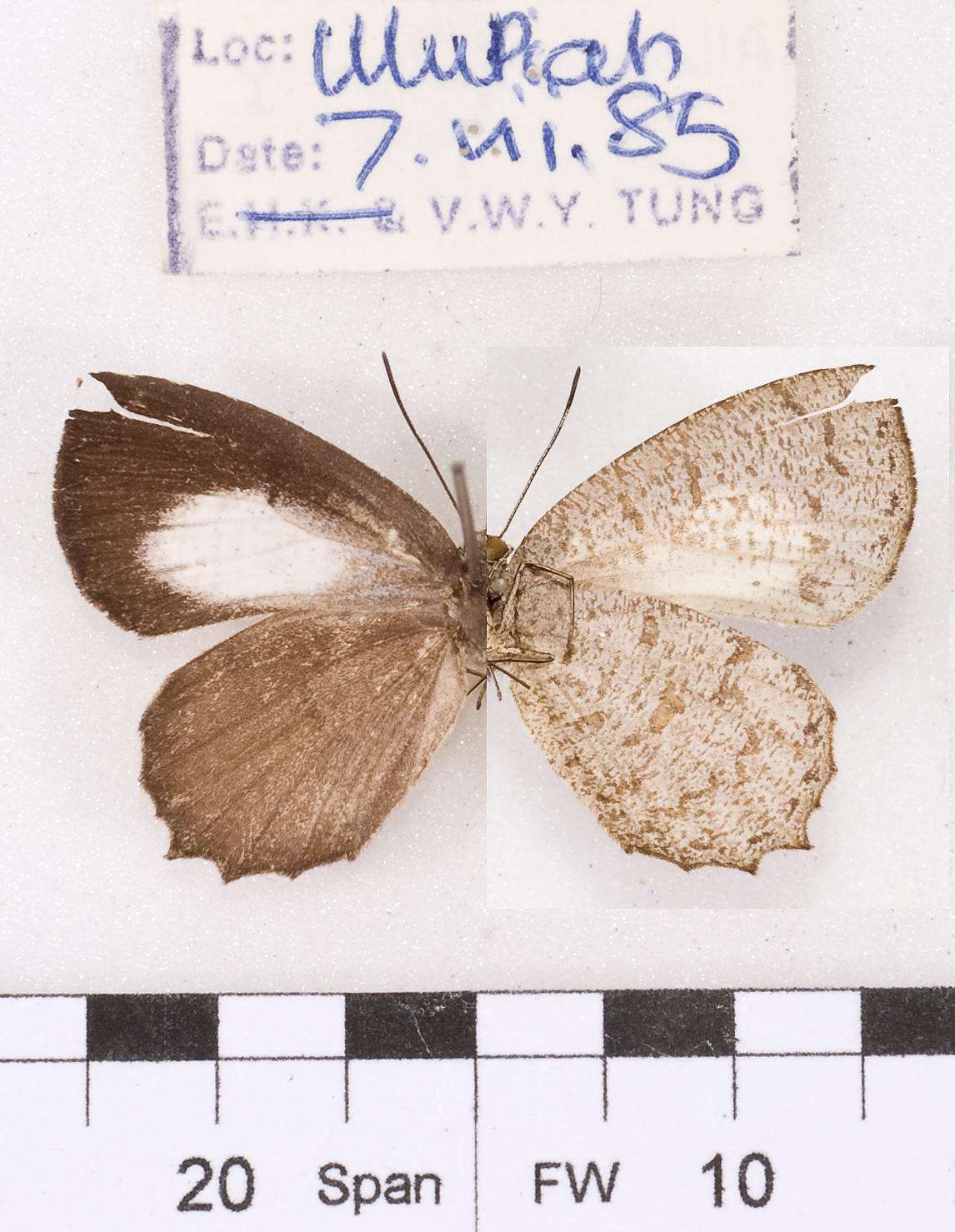